# 千綿舞子
千綿 舞子（ちわた まいこ、1975年8月8日 - ）は、東京都出身のフリーアナウンサー。生島企画室所属。

## 来歴
法政大学女子高等学校を経て、法政大学経営学部卒業。
15歳の頃からモデルをはじめ、大学4年生の時に話す仕事をしたいと思い、日産ミス・フェアレディとして日産ショールームでインフォメーション担当を務める。その後、自分の言葉で表現したいと思い、生島企画室に所属していた先輩の紹介で生島企画室に移籍。初仕事は1時間30分の生放送の出演だった。
2005年に学生時代からの交際相手と結婚、2008年4月に第一子となる長女を出産、2008年1月に産休のため担当ラジオ番組「あなたへモーニングコール」「近藤真彦 くるくるマッチ箱」を降板した。復帰後は2010年4月から2012年8月収録まで、BS11デジタルのテレビ番組『未来ビジョン 元気出せ!ニッポン!』でアシスタントを務めていたが、2012年9月から第二子妊娠の為産休をとり（ブログの更新も停止中）、その後は目立った活動は確認されておらず生島企画室のアナウンサー一覧にも記載されていない。

## 出演番組

### ラジオ
- あなたへモーニングコール（TBSラジオ、日曜日、2005年4月-2008年1月）
- 近藤真彦 くるくるマッチ箱（文化放送、アシスタント 、2006年4月-2007年12月）
  - 近藤真彦 くるまっち（文化放送、アシスタント、2003年4月-2006年3月）

### テレビ
- Ageing Japan（CATV、アシスタント、2004年10月-）
- ヘルス&ビューティ ステーション（BS朝日、2005年10月-12月）
- LIVE!LOVE!EVE!（BS-i、2000年12月-2003年3月）
- 未来ビジョン 元気出せ!ニッポン!（BS11デジタル、2010年4月-2012年8月）

### テレビCM
- 勘定奉行・奉行シリーズ

### インターネット
- お台場チャンネル「DS通信」（フジテレビ、2001年-2003年3月）